# Leipzig (croiseur léger)
Pour les autres navires du même nom, voir SMS Leipzig.
Le Leipzig est un croiseur léger de la classe Leipzig qui a servi dans la Kriegsmarine pendant la Seconde Guerre mondiale. Il a été baptisé par le maire de la ville de Leipzig le 28 octobre 1929.

## Conception

### Armement

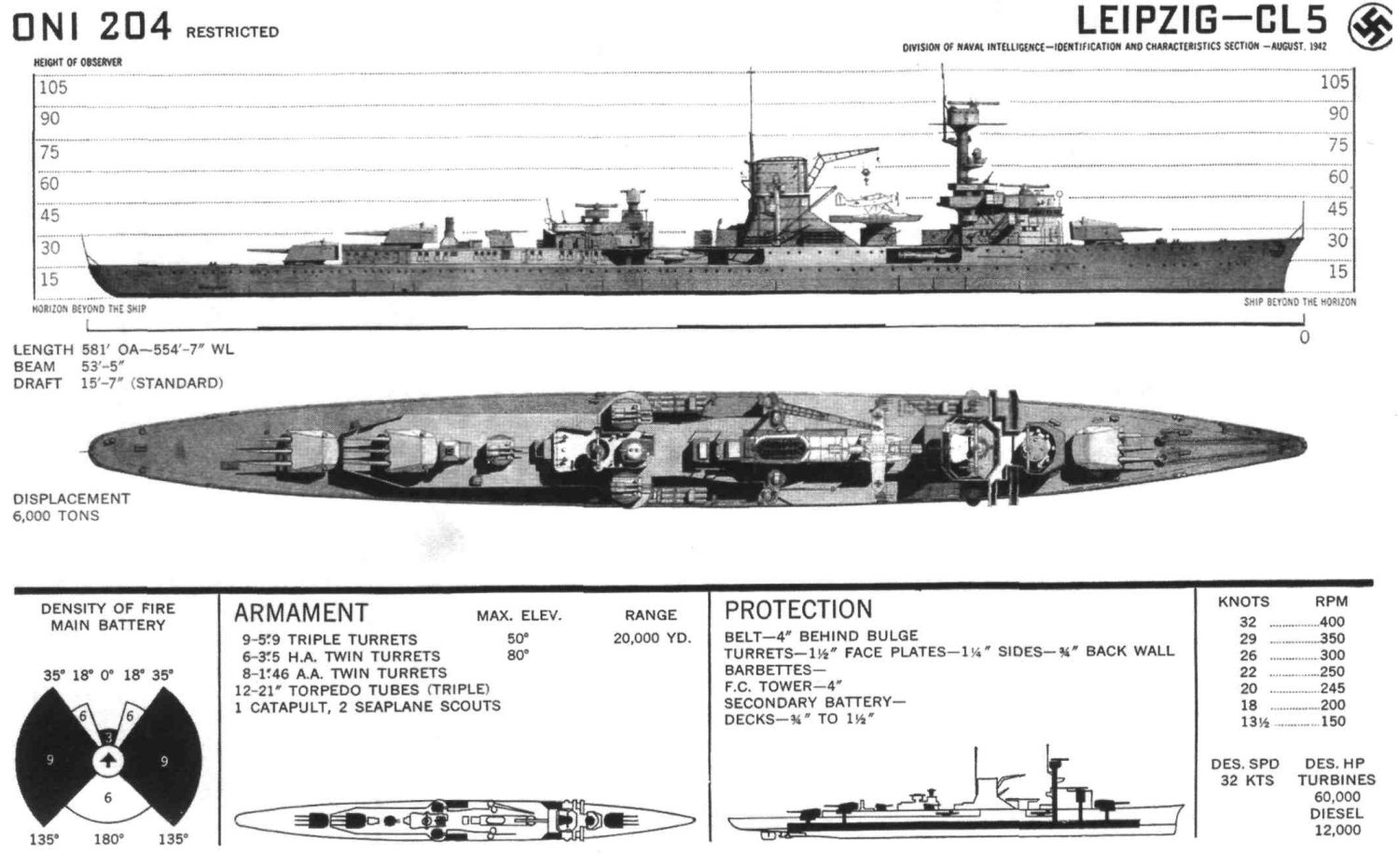
Plan du Leipzig.

Le Leipzig est armé de trois tourelles triples de 150 mm. La portée de ces canons est de 25 700 m. L'artillerie antiaérienne est composée de 6 canons de 88 mm disposées dans 3 tourelles doubles. La DCA est complétée par 8 canons de 37 mm sur affût double et 4 canons de 20 mm sur affût simple. La défense antiaérienne augmentera au cours de la guerre avec l'ajout de canons de 20 mm et de 37 mm.

### Aviation embarqué
Deux types hydravions sont embarqués. D'abord le Heinkel He 60 puis l'Arado Ar 196 à partir de 1941.

## Historique

### Entre-deux-guerres
Dans les années 1930, le Leipzig est utilisé comme navire d'entraînement, effectuant également des visites de courtoisie dans les ports étrangers. Il participe aux patrouilles de non-intervention pendant la guerre civile espagnole entre 1936 et 1939. En juin 1937, une attaque supposée d'un sous marin contre le navire déclenche des remontrances allemandes et italiennes.

### Seconde Guerre mondiale
Au cours de la première année de la Seconde Guerre mondiale, il effectue des missions d'escorte pour des navires de guerre dans les mers de la Baltique et du Nord. Il est torpillé par le sous-marin britannique HMS Salmon le 13 décembre 1939 lors d'une de ces opérations. Le lendemain, il est attaqué sans succès par un autre sous-marin britannique, le HMS Ursula. Le croiseur a été tellement endommagé que ses réparations prendront presque un an. Tout en reprenant ses fonctions de navire d'entraînement, le croiseur fournira un soutien d'artillerie aux troupes avancées de la Wehrmacht alors de l'opération Barbarossa en 1941.
Le croiseur léger est indisponible de mars 1943 au 1er août 1944. En septembre 1944, il effectue des missions d'escorte en mer Baltique, escortant des transports de troupes entre Gotenhafen et Swinemunde en compagnie du croiseur lourd Admiral Scheer. 
Le 14 octobre 1944, il appareille de Gotenhafen à destination de Swinemunde. Naviguant à 20 nœuds dans un épais brouillard, il entre collision avec le croiseur lourd Prinz Eugen. Le Leipzig était en cours de décrochage des moteurs diesels de croisière pour embrayer sur les turbines du moteur principal ; il se trouvait durant ce cours laps de temps sans propulsion, dérivant alors hors de sa trajectoire, notamment vers celle du Prinz Eugen qui naviguait en sens inverse. Le Prinz Eugen le heurte sur bâbord, juste en avant de la cheminée, le coupant presque en deux. En effet la guibre du croiseur lourd débordait le coté tribord du Leipzig. La collision a détruit un compartiment machine, tandis qu'un second est inondé. 39 de ses marins ont été tués ou blessés dans cet accident. 
Les navires sont restés coincé plus d'une journée, le commandant du Prinz Eugen craignant qu'en se dégageant il finisse par couper en deux le Leipzig. Une fois la situation sous contrôle, le croiseur léger est remorqué jusqu'à Gotenhafen ; les dommages sont tels qu'il n'a pas été réparé, vu la situation militaire de l'Allemagne en 1944, des réparations provisoires destinées à le maintenir à flot ont simplement été effectuées.
Il est utilisé comme batterie flottante en mars 1945 lors de l'avancée des troupes soviétiques. Le 24 mars 1945, chargé de réfugiés, il fait route vers Hela à une vitesse de six nœuds lorsqu'il est attaqué a plusieurs reprises par des avions soviétiques. Manquant par deux fois d'être torpillé, il rejoint tant bien que mal le Danemark le 29 avril.

### Après-guerre
En raison de son mauvais état après la fin de la guerre, il sert de caserne pour les hommes de l'administration allemande du déminage, chargés du dragage des mines au large des côtes allemandes. Le navire est finalement remorqué et puis sabordé en mer du Nord le 20 juillet 1946 avec un chargement de gaz de combat.